# Richard atte Mere
Richard atte Mere (fl. 1386-1397), foi um membro do Parlamento inglês.
Ele foi um membro (MP) do Parlamento da Inglaterra por Reigate em 1386 e setembro de 1397. Nada mais foi registrado sobre ele.